# Tado Jurić
Tado Jurić (Orašje, 27. srpnja 1979.) profesor je demografije, političkih znanosti i povijesti na Hrvatskom katoličkom sveučilištu i UN-ov stručnjak za demografiju.  Vanjski je suradnik Sveučilišta u Grazu te Fakulteta Hrvatskih studija na odsjeku Hrvatskog iseljeništva i demografije. Izbor u znanstvenim poljima: Demografija; Politologija - Povijest. Autor je više monografija iz područja demografije, povijesti i politologije.

## Obrazovanje i profesionalna karijera
Tado Jurić doktorirao je 2012. godine na Sveučilištu Friedrich-Alexander-Universität Erlangen-Nürnberg i Ludwig-Maximilians-Universität München političke znanosti disertacijom: „Bosnien und Herzegowina, Serbien und Kroatien auf dem Weg zur EU-Mitgliedschaft“ [Bosna i Hercegovina, Srbija i Hrvatska na putu u punopravno članstvo u EU – komparativna analiza razvoja državnosti i procesa europeizacije“] (mentori: prof. dr. Heiner Bielefeldt, UN-ov povjerenik za ljudska prava i prof.dr. Marie- Janine Calic, dekanica Historicum LMU München).
Diplomirao je 2003. godine Njemački jezik i književnost i Povijest na Filozofskom fakultetu u Osijeku, Sveučilište J. J. Strossmayera. Poslijediplomski studij Advanced Master of European Studies, Regionalna suradnja i integriranje u Europsku Uniju, završio je 2008. godine na Sveučilištu J. J. Strossmayera u Osijeku i Sveučilištu u Karlsruheu.
Objavio je prvo empirijsko istraživanje o suvremenom hrvatskom iseljeništvu 2017. godine te prvu sustavnu znanstvenu monografiju o suvremenom useljavanju u Hrvatsku te izazovima integracije stranih radnika ("Suvremene migracije i opstanak nacije").
Citiran je u brojnim europskim, i hrvatskim i regionalnim medijima: The Guardian, Frankfurter Allgemeine Zeitung, Deutsche Welle, Le Monde, Kleine Zeitung, DPA, Globus, Večernji list, Jutarnji list HRT.
Radio je u Bavarskoj od 2009. do 2013 kao koordinator hrvatske nastave u inozemstvu. Od 2015. profesor je demografije, političkih znanosti i povijesti na Hrvatskom katoličkom sveučilištu, od 2019. godine vanjski je suradnik Fakulteta Hrvatskih studija na odsjeku Hrvatskog iseljeništva i demografije, a od 2023. godine je imenovan UN-ovim ekspertom za demografiju.  
2021. godine izabran je u višeg znanstvenog suradnika u interdisciplinarnom polju društvene znanosti/humanističke znanosti: Politologija/Povijest, a 2023. u polju društvene znanosti: Demografija. 
Područja znanstvenog rada su mu migracije, imigracija, integracija, Digital Demography, Digital Humanities, Big Data, migracije iz Hrvatske i Jugoistočne Europe.

## Znanstvena karijera
Na Filozofskom fakultetu u Osijeku izabran je 2014. za znanstvenog novaka – asistenta.
Na Hrvatskom katoličkom sveučilištu izabran je 2016. u znanstveno-nastavno zvanje docenta, a 2021. u zvanje izvanrednog profesora. 
2021. godine Nacionalno vijeće za znanost, visoko obrazovanje i tehnološki razvoj izabralo ga je u znanstveno zvanje viši znanstveni suradnik u interdisciplinarnom području znanosti (društvene i humanističke znanosti), a 2023. godine u polju: Demografija.
Voditelj je znanstvenog projekta "Analiza uzroka, motiva i karakteristika iseljavanja hrvatskih obitelji u Njemačku", Hrvatsko katoličko sveučilište (2018. – 2022.) te je vodio još dva istraživačka projekta stranih zaklada: Konrad-Adenauer-Zaklada Njemačka: "Praćenje migracija pristupima digitalne demografije" (2019. – 2021.) te "Komparacija iseljeničkih valova: gastarbajterske i suvremene migracije" (2020. – 2021.).
Kao UN-ov stručnjak za demografiju mentorirao je izradu Strategije za demografsku revitalizaciju FBiH (2023. - 2024.). Za EU istraživački centar Wilfried Martens Centre for European Studies izradio je demografsku strategiju suočavanja EU s depopulacijom.
Bio je gostujući profesor tijekom 2021. i 2023. godine na Sveučilištu u Grazu Karl-Franzens-Universität, a od 2024. godine je vanjski suradnik na Sveučilištu u Grazu.
Član je Internacionalne akademije nauka i umjetnosti BiH.
Imenovan je posebnim savjetnikom za migracije u Ministarstvu demografije i useljeništva Republike Hrvatske.

### Knjige
Autorske knjige
- Jurić, Tado (2025). Suvremene migracije i opstanak nacije. Školska knjiga Zagreb, ISBN 978-953-0-62453-5.
- Jurić, Tado (2023). Big (Crisis) Data in Social Sciences and Humanities: Predicting Crises, Verlag Dr. Kovač. Hamburg. 2023, ISBN 978-3-339-13698-5
- Jurić, Tado (2021). Gastarbeiter Millennials. Exploring the past, present and future of migration from Southeast Europe to Germany and Austria with approaches to classical, historical and digital demography. Verlag Dr. Kovač. Hamburg. 2021. ISBN 978-3-339-12208-7
- Jurić, Tado (2018). Iseljavanje Hrvata u Njemačku. Gubimo li Hrvatsku? (Emigration of Croats to Germany. Are we losing Croatia?) Školska knjiga, Zagreb 2018. ISBN:  978-953-0-60041-6
- Luković, T.; Jurić, T.; Piplica (2022).  D. Zarobljeno društvo & makronacionalni sustav, korupcija i demografija. Redak. Split. 2022.
- Jurić, Tado (2013).  Westbalkan-Erweiterung der EU, Europäisierungsprozess in Bosnien und Herzegowina, Serbien und Kroatien. Hamburg. Verlag Dr. Kovač. 2013. ISBN 10: 3830073771 / ISBN 13: 9783830073772

Uredničke knjige
- Jurić, Tado; Komušanac, Monika; Krašić, Wolly (ur.) (2022). Gastarbajterska iseljenička poema – od stvarnosti do romantizma. Zbornik radova znanstveno-stručnog skupa. Fakultet Hrvatskih studija Sveučilišta u Zagrebu i Hrvatsko katoličko sveučilište.

Poglavlja u knjigama
- Kroatiens Weg in die EU, Kroatien in der EU, Beate Neuss (ur.), Hamburg: Verlag Dr. Kovač (2015)
- The contemporary migration of Croats to Germany, Social Glocalisation and Education Social Work, Health Sciences, and Practical Theology Perspectives on Change, Hobelsberger, Hans (ur.)., Toronto : Berlin: Verlag Barbara Budrich (2021)
- Deep demographic aging of Croatia - Predicting of natural population change with digital demography tools, Strategic Approach to Aging Population: Experiences and Challenges, Sveučilište Josipa Jurja Strossmayera u Osijeku, Ekonomski fakultet u Osijeku (2021)

### Udžbenici
- Jurić, Tado (2017). Get to Know Our Homeland. Udžbenik za hrvatsku nastavu u inozemstvu - englesko govorno područje, Zagreb. 2017.
- Jurić, Tado (2016). Upoznajmo domovinu. München/Zagreb. ISBN: 978-953-294-162-3